# Ruda Pabianicka

Mapa obszarów SIM dzielnicy Łodzi Górna. Granice osiedla administracyjnego Ruda i obszaru SIM Ruda Pabianicka pokrywają się.

Ruda Pabianicka – obszar w południowej części Łodzi. Miasto w latach 1923–1946, później część łódzkiej dzielnicy Południe (od 1946); następnie dzielnica Ruda (od 1954) i część dzielnicy Górna oraz osiedle administracyjne (od 1960).
Ruda, jako nieformalna jednostka terytorialna miasta nie ma ściśle określonych granic. Formalnie jest to jednocześnie osiedle administracyjne, a także jeden z obszarów Systemu Informacji Miejskiej, zamieszkiwana przez około 11 tys. mieszkańców.
Dawniej Ruda była zamieszkana także przez wielu Niemców i Żydów, którzy pozostawili po sobie znaczące dziedzictwo. Nazwa tego dawnego miasta pochodzi od rud darniowych, które były tu ongiś wydobywane. Miasto zostało włączone w granice administracyjne Łodzi (Litzmannstadt) w trakcie II wojny światowej. Po wojnie było na krótko samodzielną jednostką, by ostatecznie utracić samodzielność na początku 1946 roku. Przez pewien czas była to osobna dzielnica Łodzi, która następnie wraz z Chojnami weszła w skład nowej dzielnicy Górna w 1960 roku. Mimo upływu lat Ruda zachowała jednak do dziś swój odrębny charakter.

## Geografia

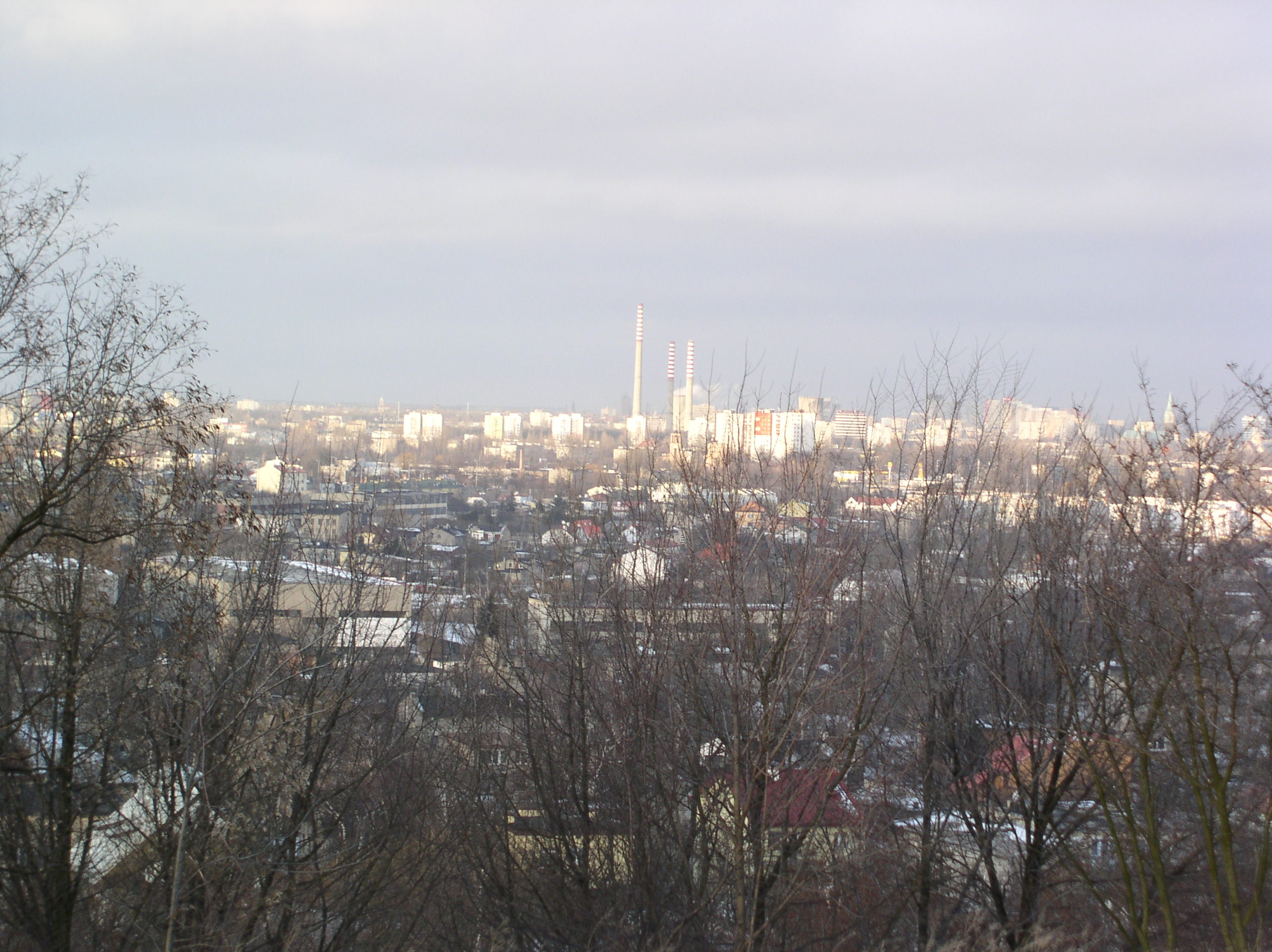
Widok z Rudzkiej Góry
(fot. Marek Szuszkiewicz, 2003)

Ruda Pabianicka jest położona w południowej części Łodzi, w dzielnicy Górna. Najwyższym punktem w Rudzie jest pagórek Rudzka Góra – 230 m n.p.m.
Nazwa Ruda wskazuje na pokłady rud darniowych, które były tu dawniej wydobywane. Największe ich złoża były w okolicach rzeki Ner. Duże pokłady glin, piasków i żwirów przyciągały ludzi zajmujących się m.in. hutnictwem i cegielnictwem. Przymiotnik Pabianicka dodano do nazwy z powodu silnych związków Rudy z pobliskimi Pabianicami, szczególnie w zakresie struktur kościelnych.

### Granice
Granice osiedla administracyjnego Ruda i obszaru SIM Ruda Pabianicka pokrywają się, lecz nie są tożsame z granicami dawnego miasta Ruda Pabianicka.
| Granica  | Sąsiadujące obszary SIM        | Sąsiadujące osiedla administracyjne | Ulice lub inne                            |
| -------- | ------------------------------ | ----------------------------------- | ----------------------------------------- |
| północ   | Kurak, Nowe Rokicie            | Piastów-Kurak                       | linia kolejowa Łódź Kaliska – Łódź Chojny |
| wschód   | Stare Chojny                   | Chojny                              | Graniczna                                 |
| południe | granica administracyjna miasta | granica administracyjna miasta      | granica administracyjna miasta            |
| zachód   | Chocianowice, Rokicie          | Nad Nerem, Rokicie                  | Pabianicka                                |

## Historia

### Wstęp
Badania archeologiczne wykazały, iż Ruda była jednym z najwcześniej zasiedlonych miejsc na terenie obecnej Łodzi. Prowadzone prace badawcze odkryły pozostałości cmentarzysk w okolicach ulic Uroczysko i Starogardzkiej. Znaleziono tam między innymi fragmenty biżuterii, a także inne przedmioty używane przez ówczesnych mieszkańców.
Pierwszą wiarygodną wzmiankę o Rudzie można znaleźć w kronice Jana Długosza z 1470 r., który wizytował w imieniu Kapituły Krakowskiej kasztelanię Chropską, jak dawniej nazywano rozległe tereny, na których znajduje się m.in. dzisiejsza Ruda. Kronikarz opisał wydobycie rud darniowych w okolicach dzisiejszej ul. Farnej, pisząc m.in.:
Dobra pabianickie posiadają kopalnię rudy żelaznej, czyli kuźnicę w obrębie Chocianowic nad rzeczką Nerem położoną; ruda... znajduje się obficie i w dobrym gatunku.
Kasztelania w 1086 roku przekazana została kanonikom krakowskim przez Judytę, żonę Władysława Hermana (przypuszcza się, że była to ta z dwu żon Władysława Hermana, noszących imię Judyta, która była matką Bolesława Krzywoustego). Pierwotnie osada hutnicza należała do wsi Chocianowice i nazywana była Kuźnią Chocianowicką.
Odtąd Ruda wchodziła w skład dóbr pabianickich, stanowiących własność Kapituły Krakowskiej. Prywatna wieś duchowna Ruda położona była w drugiej połowie XVI wieku w powiecie szadkowskim województwa sieradzkiego, Wytop żelaza z miejscowych rud darniowych trwał z przerwami do roku 1606. W końcu XVIII wieku istniał tu „folwark Ruda na rzece Ner, gdzie jest folusz przy młynie”. W roku 1789 Sejm Czteroletni uchwalił przejęcie dóbr biskupów krakowskich przez Skarb Rzeczypospolitej. Wykorzystując tę uchwałę rząd pruski po II rozbiorze w 1793 zajął dobra pabianickie jako własność rządową. Po nim właścicielem folwarku Ruda został rząd Księstwa Warszawskiego, a następnie Królestwa Kongresowego.

### XIX wiek

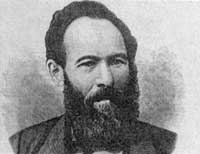
Ludwik Geyer

Około roku 1822 folwark rządowy Ruda liczył 62 mieszkańców, osada młyńska Chachuła (rejon dzisiejszych ulic Stanisława Dubois i Polarnej) – 6 mieszkańców, zaś wieś Nowe Rokicie w 1827 r. miała 207 mieszkańców.
W listopadzie 1834 łódzki przemysłowiec Ludwik Geyer rozpoczyna starania o nabycie od rządu folwarku Ruda wraz z gruntami i młynem na Nerze. Starania trwały kilka lat z uwagi na zadłużenie folwarku w Banku Polskim, które Geyer chciał odliczyć od ceny. Umowę nabycia zawarto w 1846, gdy pierwotne plany Geyera, budowy w Rudzie przędzalni i tkalni mechanicznej były już nieaktualne.
W 1852 r. Ludwik Geyer otworzył w swoim folwarku cukrownię i gorzelnię. Jednak szybko okazało się, że okoliczne gleby nie są odpowiednie dla uprawy buraków cukrowych. Ponadto rolnicy nie chcieli wprowadzać nowych upraw, stąd surowiec sprowadzano z Kujaw, okolic Kalisza i Sandomierza. Z tego powodu cukrownia nie wykorzystywała pełni swoich mocy produkcyjnych i Geyer nie mógł spłacić kredytów zaciągniętych na budowę i wyposażenie zakładu.
W 1872 r. Ruda, za zgodą głównego wierzyciela Geyera, Banku Polskiego została własnością braci Loewenbergów z Warszawy. Próbowali oni podtrzymać pracę cukrowni, a jednocześnie rozpoczęli w roku 1868 parcelację gruntów folwarcznych. W pierwszej kolejności sprzedawano grunty przy szosie pabianickiej i tam zaczęła się urbanizacja – powstały nowe zakłady przemysłowe – wśród nich, uruchomiona w 1909 roku Pierwsza Rudzka Farbiarnia i Wykończalnia Jedwabi – należąca do Artura Meistera.
Rozbudowana przez Loewenbergów cukrownia, zatrudniała w sezonie ok. 300 osób. Wskutek rosnącego zadłużenia w warszawskim Domu Bankowym Natansonów oraz śmierci jednego z braci majątek przejęła bankierska rodzina Natansonów. Nowy właściciel zamknął cukrownię i przyśpieszył parcelację gruntów.
W roku 1881 kolonię i folwark Ruda Pabianicka zamieszkiwało na stałe 695 osób. Powstały nowe fabryki, spośród których największe to:
- Fabryka Pluszu, właśc. Lebrecht Mueller, zał. w 1870 r.,
- Fabryka Tkanin Technicznych właśc. Ludwik Luedert, zał. w 1884 r.,
- Rudzka Przędzalnia Bawełny, Spółka Akcyjna przy ul. Rudzkiej,
- Fabryka Cewek Przędzalniczych Arnolda Baiera, przy ul. Świętojańskiej 4, zał. w 1907 r.

### Okres XX w. przed II wojną światową
Około 1900 r., Ruda Pabianicka, należąca do gminy Brus powiatu łódzkiego, otrzymała prawa osady fabrycznej. Z osady wyłączono obręb geodezyjny Ruda-Las, gdzie znajdowały się, lub wkrótce miały się pojawić, wille letniskowe łódzkiej burżuazji. Nowe zasady zagospodarowania obowiązujące dla osad fabrycznych ułatwiły zabudowę i zakładanie nowych fabryk. Rozwój osady przyspieszyła budowa linii tramwajowej Łódź – Pabianice w 1901 r. oraz jej odgałęzienia do Rudy-Lasu, w 1910 r.
Z inicjatywy inż. Wiesława Gerlicza (dyrektora tramwajów podmiejskich noszących nazwę Łódzkich Wąskotorowych Elektrycznych Kolei Dojazdowych) w 1907 r. spółka z jego udziałem nabyła lekko podmokłe grunty pomiędzy obecnymi ulicami: Ksawerowską, Długą, Wyścigową i Konną w celu urządzenia pełnowymiarowego toru wyścigów konnych. W tymże roku odbyły się tam pierwsze wyścigi połączone z totalizatorem, zaś w roku 1912 na torze wyścigów odbył się – prawdopodobnie pierwszy w Łodzi – pokaz lotniczy. W 1929 lub 1930 roku Gerlicz – znany w łódzkim środowisku miłośnik koni i wyścigów konnych – zbudował wzdłuż ul. Długiej prywatną bocznicę tramwajową o długości 880,2 m od linii pabianickiej do toru. Była używana tylko podczas gonitw i innych atrakcji urządzanych na torze. Korzystali z niej też Niemcy w czasie okupacji podczas II wojny światowej. Rozebrano ją w 1952 roku.
W czasie I wojny światowej na południowym przedpolu Rudy Pabianickiej, pomiędzy Rzgowem a Rudą-Lasem toczyła się w dniach 21–23 listopada 1914 roku zacięta potyczka, stanowiąca jeden z epizodów bitwy pod Łodzią. Śladem tej bitwy jest cmentarz na jednym ze wzgórz wsi Stara Gadka, w miejscu ówczesnych walk. Od ognia niemieckiej artylerii, skierowanego na Rosjan broniących się w Rudzie, zniszczone zostały zabudowania wsi Stara Gadka, a także zostało uszkodzonych wiele domów w samej Rudzie.
6 grudnia 1914 r. Ruda została bez walki zajęta przez wojska niemieckie, które ustanowiły władze okupacyjne, tolerujące polską kulturę i język oraz ograniczony samorząd.

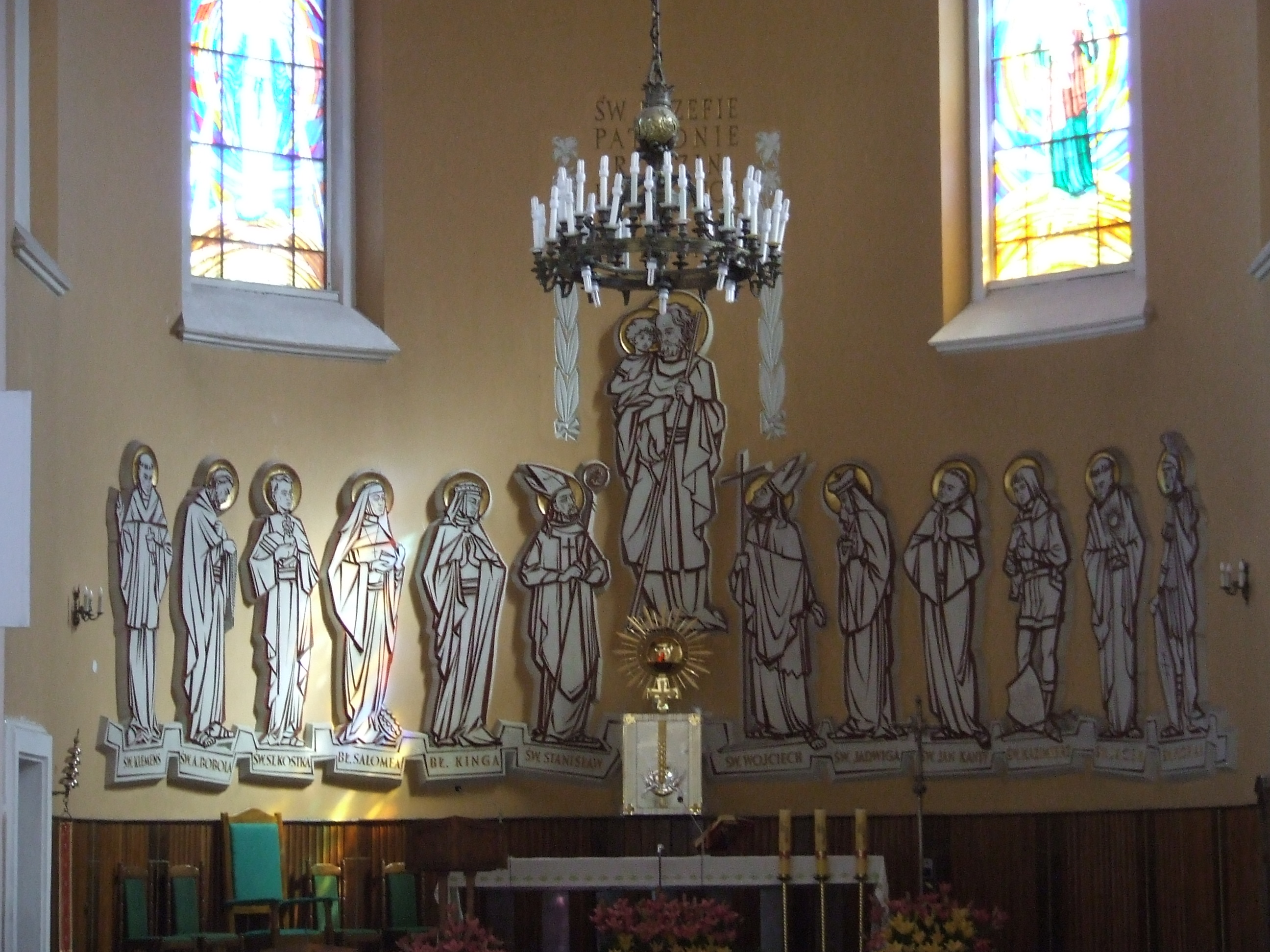
Ołtarz w kościele św. Józefa

Dekretem z 15 lipca 1917 r. biskup włocławski Stanisław Zdzitowiecki erygował parafię rzymskokatolicką pw. św. Józefa, wydzieloną z parafii św. Mateusza w Pabianicach, do której Ruda należała od czasów średniowiecza. W granicach nowej parafii oprócz osady Ruda Pabianicka znalazły się wsie Chocianowice, Gadka Stara i Gadka Nowa oraz osady młyńskie Chachuła i Charzew. Początkowo istniała przy parafii jedynie prowizoryczna kaplica, a w latach 1937–1953 wybudowano z betonu i cegieł kościół według projektu Wacława Kowalewskiego. Świątynię poświęcił 27 września 1953 r. biskup łódzki Kazimierz Tomczak.
Parafia ewangelicka została założona w 1924 r., zaś jej kościół parafialny przy ul. Rudzkiej 55/57 oddano do użytku 1 listopada 1935 r., chociaż we wrześniu 1939 nie był on jeszcze całkowicie wykończony (zobacz »).
14 lutego 1923 r. Ruda uzyskała prawa miejskie (Dz. U. z 1923 r. nr 17, poz. 108). Z gminy Brus oprócz obszaru dawnej osady fabrycznej w granice miasta włączono tereny młyna i kolonii Chachuła oraz leżącą na południe od linii łódzkiej kolei obwodowej – część wsi Nowe Rokicie.
Magistrat mieścił się w budynku przy ul. Rudzkiej 7 (obecnie jest to budynek mieszkalny, do którego dobudowano część, mieszczącą siedzibę Biblioteki Rejonowej). Jednym z bardziej popularnych miejsc w Rudzie było kino „Muza” oddane do użytku krótko przed wojną. Kultura miała znaczenie dla miasta. Oprócz „Muzy” istniały jeszcze dwa kina, w tym jedno nieme („Casino” – od 1933 pod nazwą „Star” – i „Lonka”) oraz biblioteka.
Ważnym czynnikiem popularności Rudy wśród mieszkańców Łodzi było otworzenie przy stawie na Nerze (obszar dawnej huty, później młynów i foluszy oraz cukrowni Geyera) m.in. wypożyczalni łódek, restauracji z ogródkiem i parkietem tanecznym. Dokonał tego w okresie międzywojennym przedsiębiorca Aleksander Stefański. Staw Stefańskiego stał się popularnym miejscem rekreacji dla całej południowej części Łodzi, mimo że wstęp na ten teren był płatny.
Na terenie Rudy działało kilkanaście organizacji i stowarzyszeń społecznych, m.in. Stowarzyszenie Młodzieży Polskiej czy Przemysłowców i Kupców. Oprócz stałych mieszkańców domy posiadali tu też bogaci mieszkańcy Łodzi. Istniała w nieznanych latach wytwórnia rowerów „Naprzód” – A. Bayer.
W nieregularnych odstępach ukazywało się też pismo „Głos Rudy Pabianickiej”.

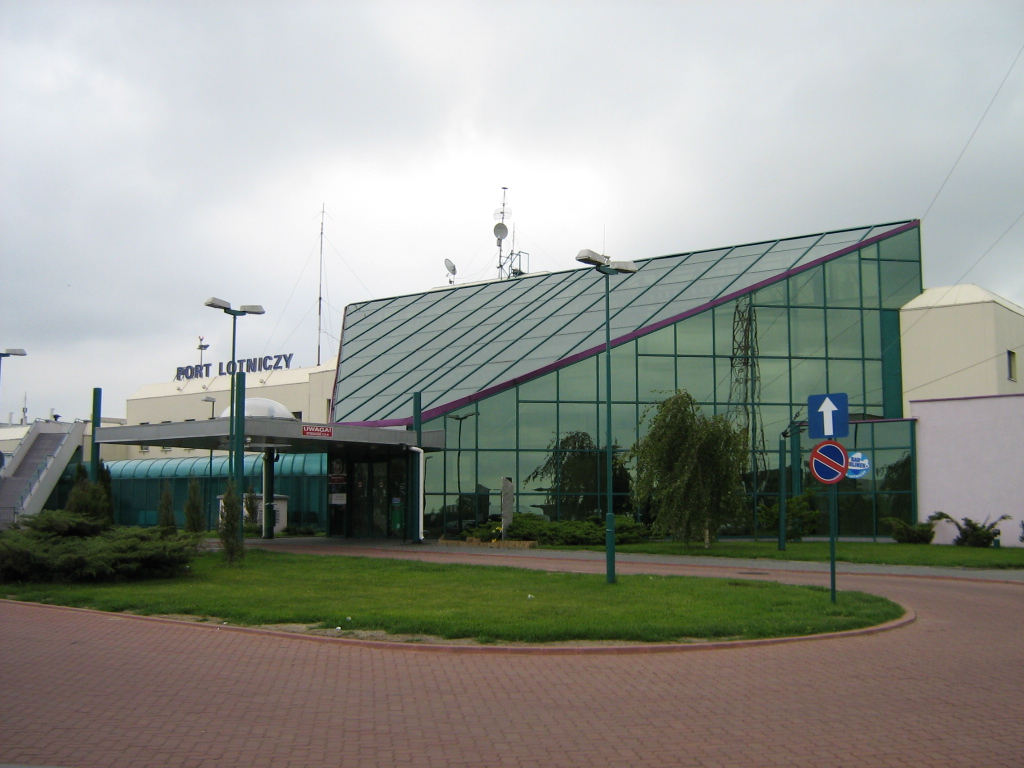
Lublinek dziś – terminal I (czerwiec 2006)

W okresie międzywojennym Rudę nazywano także Małym Berlinem ze względu na duży odsetek ludności niemieckiej. Polaków wtedy było w mieście 83%, Niemców ok. 14%, a Żydów ok. 2%, pozostali, w tym kilka czeskich rodzin, stanowili 1%.
21 kwietnia 1924 r. założono Rudzki Klub Sportowy. W 1925 na obrzeżach miasta powstało lotnisko Lublinek. W latach 1925–1929 przeprowadzono elektryfikację miasta. Dzięki temu Ruda rozwinęła się. Powstawała nowa zabudowa mieszkaniowa i willowa. W końcu roku 1928 miasto liczyło 5127 mieszkańców, zaś 31 grudnia 1938 r. – 12 164. Młode miasto przywiązywało dużą wagę do rozwoju oświaty. W okresie 1923–1939 wybudowano od podstaw trzy budynki szkolne.
W roku 1922 uruchomiono i przez kilka następnych lat rozbudowywano największy rudzki zakład przemysłowy: Zakłady Włókiennicze Adolf Horak SA przy ul. Pabianickiej (dawniej Staszica). Zakłady te, jak i rodzina Horaków stały się ostoją mniejszości niemieckiej w Rudzie. Jak podaje Mirosław Cygański w książce Z dziejów okupacji hitlerowskiej w Łodzi, na str. 30, cyt.:  "W dniu 19 września po południu, przejeżdżał przez Łódź Hitler, udając się do dowództwa wojsk niemieckich oblegających Warszawę. Samochody Hitlera i jego świty przejechały przez miasto, zatrzymując się na krótko przed fabryką Horaka, położoną na południowym krańcu Łodzi" - koniec cytatu.

#### Herb

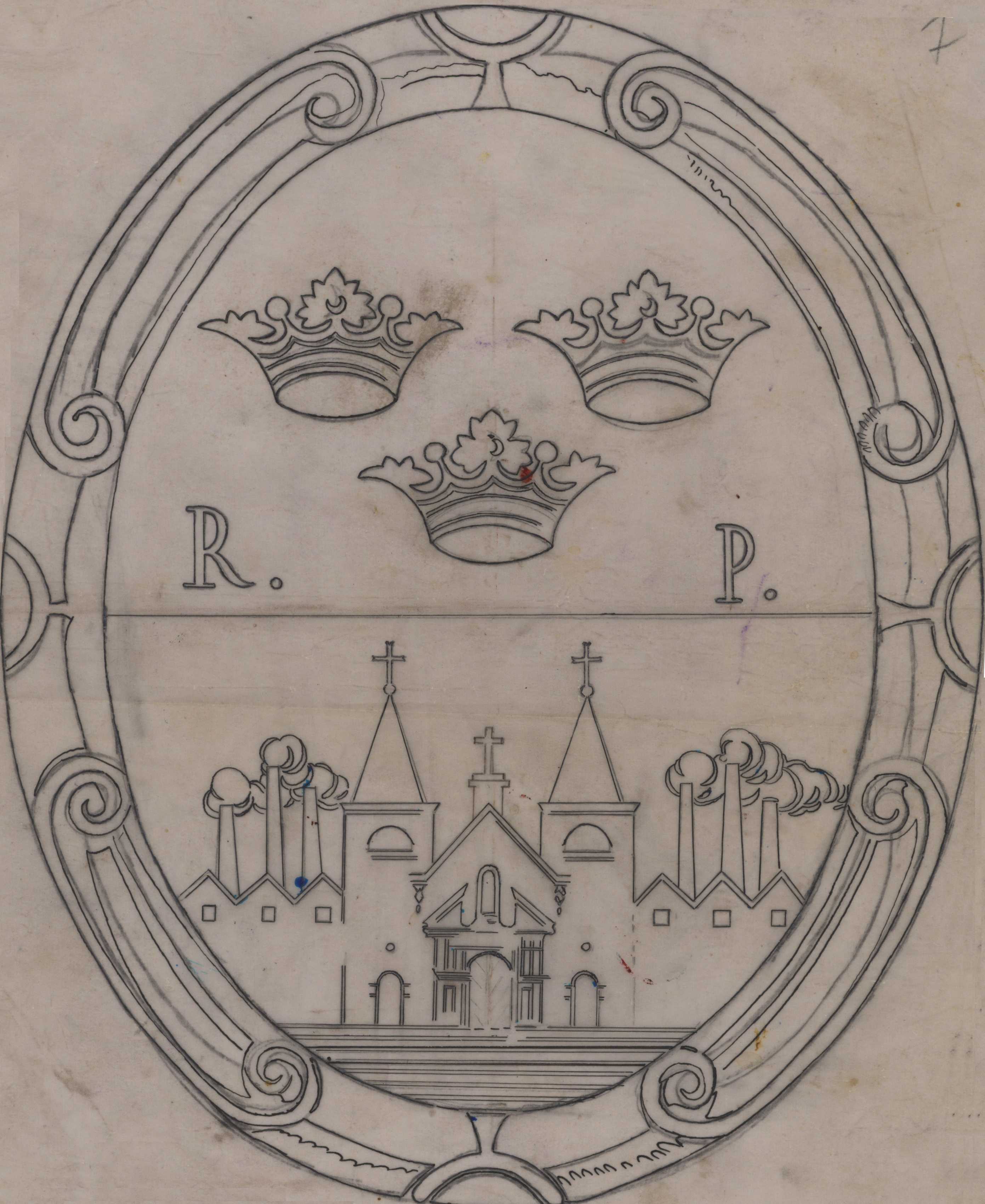
Projekt herbu Rudy Pabianickiej z 1932

Prace nad herbem Rudy Pabianickiej rozpoczęły się jeszcze przed przyznaniem praw miejskich, bo w 1920 roku. Inicjatywę w tej sprawie wysunęło stowarzyszenie chrześcijańskich właścicieli nieruchomości w Rudzie. O stworzenie koncepcji herbu zwrócono się do prof. Adama Chmiela, który przedstawił swoją koncepcję w piśmie nadesłanym 21 stycznia 1920. Koncepcja zakładała użycie tarczy renesansowej dzielonej w pas, gdzie od czoła w polu barwy ultramaryny miało się znaleźć godło herbu kapituły krakowskiej, zaś od podstawy w polu barwy czerwonej (cynober lub minia) miało zawierać motywy charakterystyczne dla miejscowości w barwie białej, żółtej lub naturalnej. Profesor sugerował umieszczenie w dolnym polu młota lub bryły rudy, ale zachęcał jednocześnie do samodzielnego wymyślenia motywu herbowego w dolnym polu. Prace nad herbem zostały jednak wstrzymane aż do 1925 roku, kiedy to w konsultacji z prof. Janem Kochanowskim z Warszawy powstał ostatecznie rysunek herbu autorstwa J. Kubana. Herb ustanowiono 18 listopada 1928, zaś pierwszą pieczęć herbową miasto sprawiło sobie zapewne rok później. Władze miasta wystąpiły 27 grudnia 1932 roku z wnioskiem o zatwierdzenie herbu do Ministerstwa Spraw Wewnętrznych. Wniosek zawierał opis oraz barwny rysunek herbu. Herb podzielony był na dwa pola. W polu górnym, błękitnym, trzy korony złote, u dołu, po bokach inicjały RP. W polu dolnym na złotym tle sylweta kościoła barwy czerwonej flankowanego przez dachy fabryczne z kominami. Pole górne nawiązywało do herbu kapituły krakowskiej, do której należała dawniej wieś Ruda Pabianicka, zaś pole dolne do przemysłu, który dał początek miastu. Ostatecznie herb Rudy Pabianickiej nie uzyskał zatwierdzenia urzędowego, ponieważ MSW odrzuciło przedłożony projekt herbu w opinii z 26 października 1933 roku jako niehistoryczny i zaleciło używać pieczęci z godłem państwowym. Kwestia herbu Rudy zdezaktualizowała się wraz z włączeniem jej w granice Łodzi

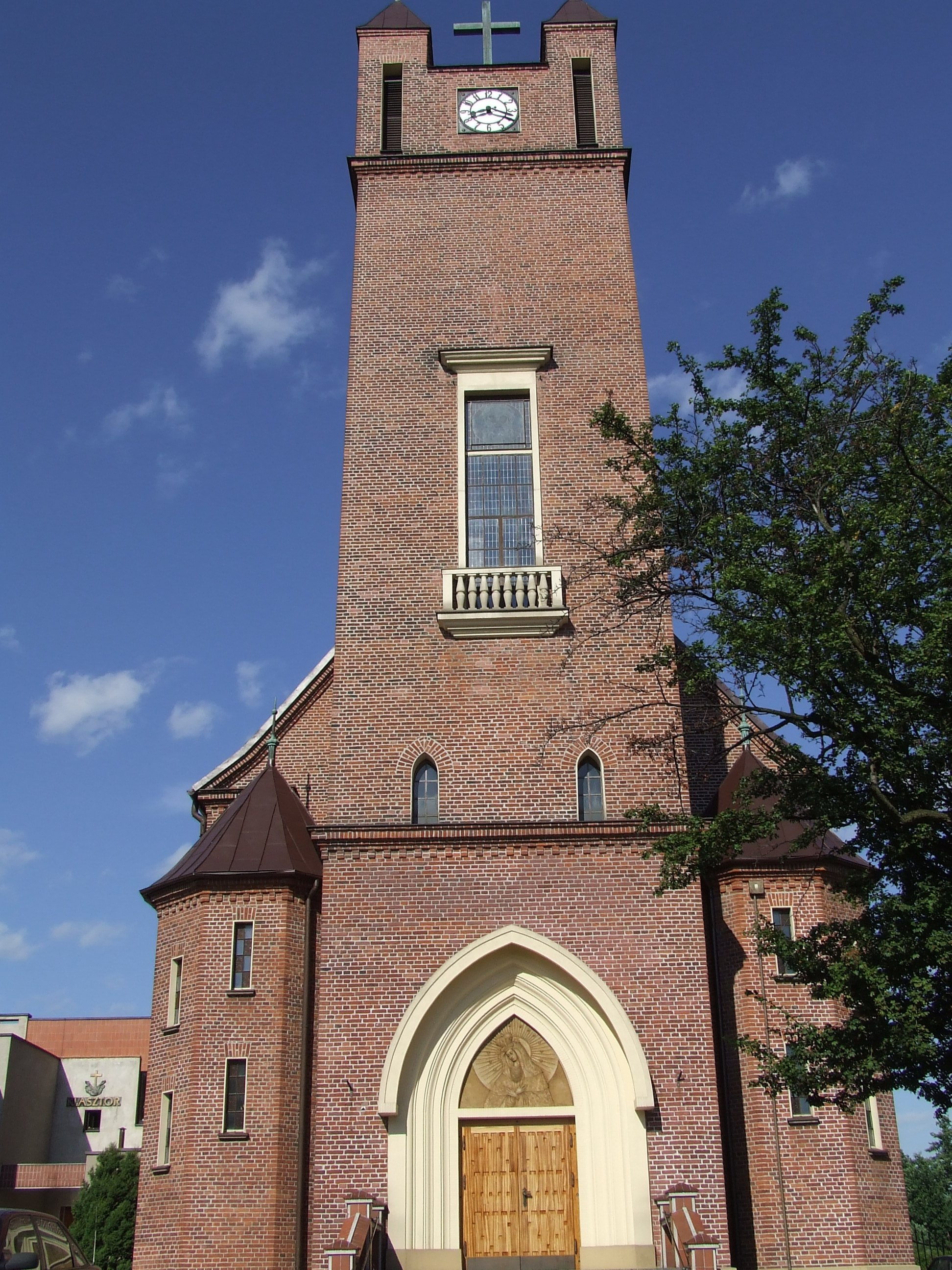
Kościół przy klasztorze – pw. Najświętszej Maryi Panny Ostrobramskiej – Matki Miłosierdzia (lipiec 2006)

### Okres okupacji niemieckiej 1939–1945
9 września 1939 r. Ruda została bez walki zajęta przez wojska niemieckie.
Komisarzem zarządzającym miastem został Niemiec, mieszkaniec Rudy – Alfons Mees. Nazwę miasta zmieniono wkrótce na Erzhausen (Litzmannstadt-Erzhausen), zaś z dniem 1 kwietnia 1940 r. włączono je w administracyjne granice Litzmannstadt, jak 11 kwietnia tegoż roku urzędowo nazwano Łódź (Lodsch).
Podczas II wojny światowej w części miasta zwanej obecnie Chachułami (w obrębie ulic: Odrzańskiej, Zuchów, Łopianowej i Retmańskiej) istniał od lipca 1941 obóz dla jeńców rosyjskich – Kriegsgefangenenlager 2 der Luftwaffe. Istnieje na to szereg dowodów, jak groby jeńców na łódzkim cmentarzu prawosławnym na Dołach, budynek – siedziba komendanta, czy baraki mieszkalne załogi. Obóz zorganizowany był i nadzorowany przez Luftwaffe, zaś jeńcy (głównie mechanicy) pracowali na pobliskim lotnisku Lublinek przy remoncie i naprawach samolotów oraz „wypożyczani” byli do łódzkich zakładów zbrojeniowych. W styczniu 1945 r. około 120 jeńców zostało przejętych wraz z dokumentacją obozu przez wojsko rosyjskie, po czym ślad po nich zaginął.
Nowa powojenna administracja wykorzystała istniejące zabudowania i w latach 1945–1946 przetrzymywano tutaj jeńców niemieckich. W roku 2008 czyniono starania, przez Polsko-Niemiecką Fundację „Pamięć”, o ekshumację szczątków żołnierzy niemieckich, którzy zmarli w obozie – w celu przewiezienia ich do Siemianowic Śląskich i pogrzebania na tamtejszym cmentarzu.

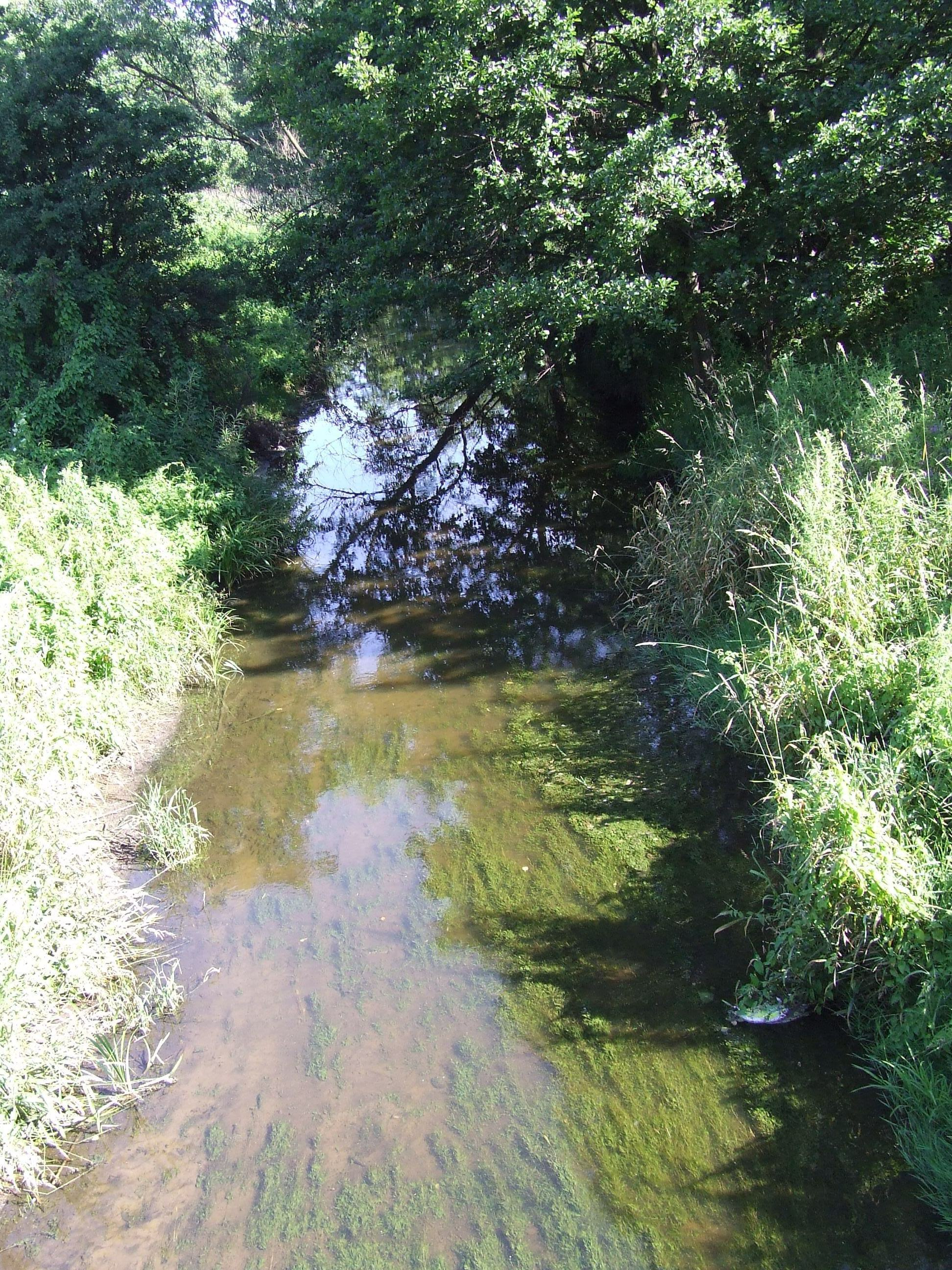
Rzeka Ner w Rudzie (lipiec 2006)

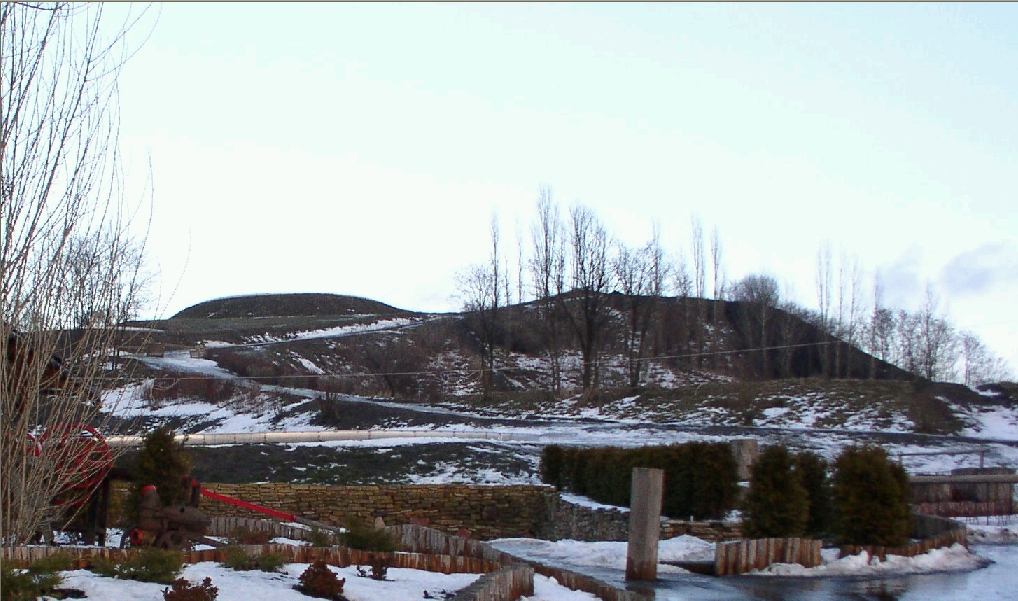
Fragment Rudzkiej Góry
(fot. Marek Szuszkiewicz, 2003)

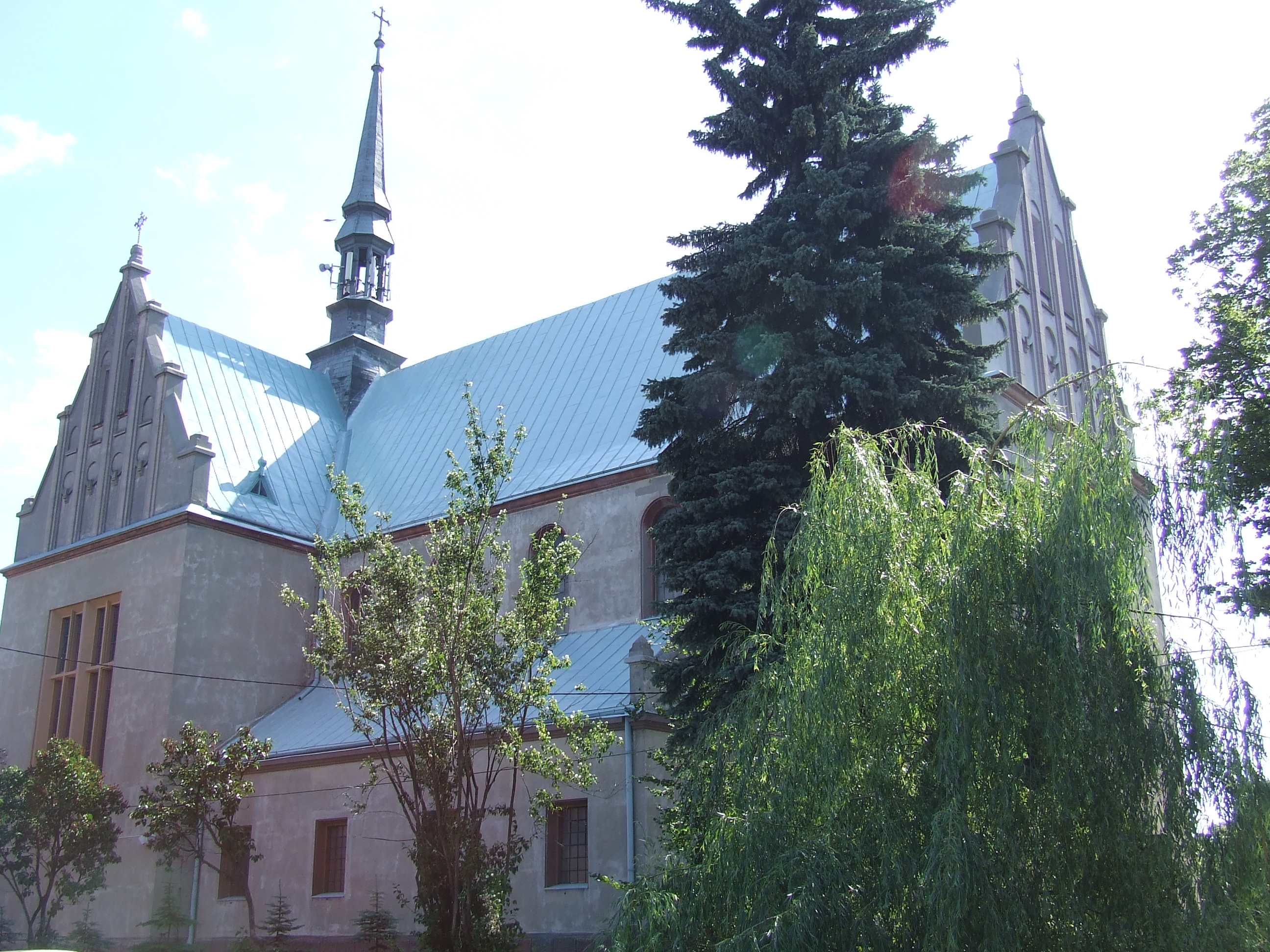
Kościół pw. św. Józefa (lipiec 2006)

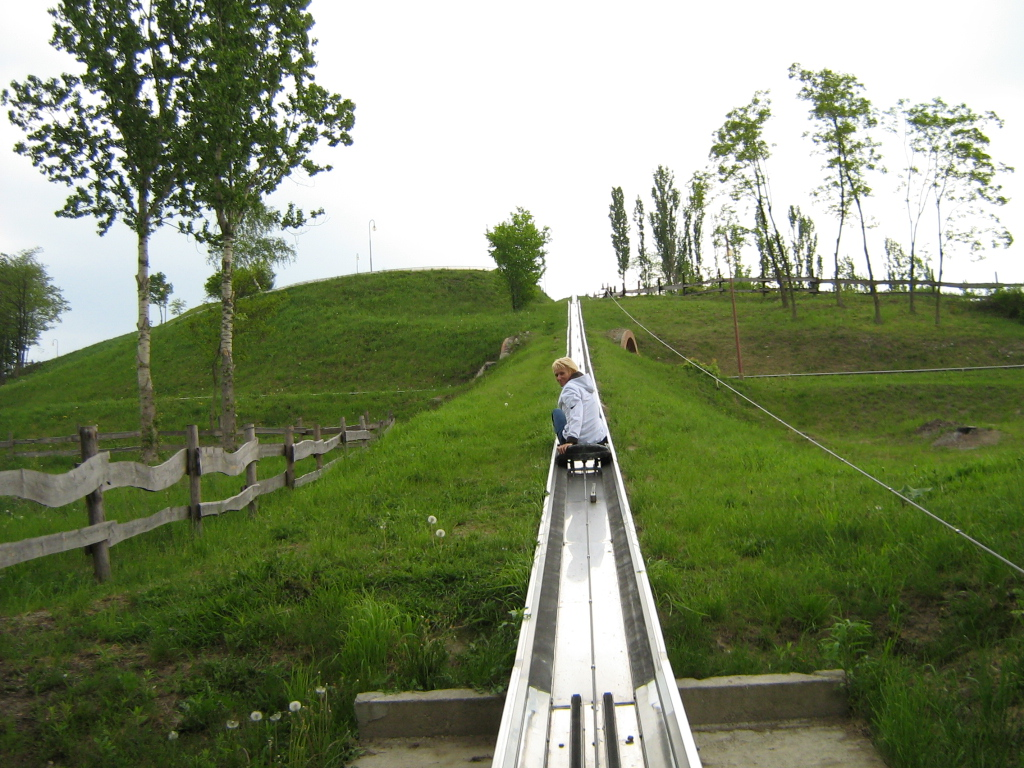
Tor saneczkowy (maj 2006)

### Okres 1945–1989
Ruda została zajęta przez Armię Czerwoną 19 stycznia 1945. Szosa pabianicka była jednym z głównych kierunków wchodzenia Rosjan do Łodzi. W godzinach wieczornych z 17 na 18 stycznia Niemcy wysadzili wiadukt kolejowy nad tą szosą.
W dniu 18 i nocą z 18/19 stycznia 1945 artyleria radziecka ostrzeliwała rejon szosy pabianickiej, zaś myśliwce sowieckie ostrzeliwały podążające w kierunku Łasku pojazdy ewakuujących się niemieckich mieszkańców Łodzi i okolic, zabijając wiele osób. Przed południem, 19 stycznia, wojska radzieckie weszły do Rudy ul. Rudzką od strony Rzgowa i Pabianicką od Ksawerowa.
Na krótko Ruda Pabianicka odzyskała status samodzielnego miasta, by 13 lutego 1946 zostać ostatecznie przyłączoną do Łodzi, początkowo w składzie dzielnicy Południe, w latach 1954–1959 jako dzielnica Ruda, zaś od 1960 wraz z Rokiciem i Chojnami utworzyła dzielnicę Górna.
Dysponując rozległymi terenami leśnymi lasu Popioły i stawów Stefańskiego, które weszły w skład parku im. 1 Maja, Ruda stała się znaczącym miejscem rekreacji na powojennej mapie Łodzi, tym bardziej że po roku 1946 park i stawy zostały upaństwowione i udostępnione dla każdego bez pobierania opłaty za wstęp. Powierzchnia stawu została znacznie powiększona, utworzono osadnik, uporządkowano koryto Neru w obrębie głównego stawu i pogłębiono go.
Na Rudzkiej Górze w latach 70. powstała skocznia narciarska. Spod kościoła pw. św. Józefa przez wiele lat wyruszała Piesza Pielgrzymka Łódzka na Jasną Górę. Przy kościele-filii parafii pw. św. Józefa – pw. Matki Bożej Miłosierdzia rektorem był przez 20 lat przyszły arcybiskup Metropolita Łódzki Władysław Ziółek.
Klasztor ss. Bernardynek
W okresie międzywojennym dużą część mieszkańców Rudy stanowili ewangelicy (ok. 35%), głównie narodowości niemieckiej. W latach 20. rodzina Gnauków po stracie jedynego syna – studenta teologii – postanowiła ofiarować plac pod budowę świątyni ewangelickiej. Kościół powstawał w latach 1928–1937 według projektu Tadeusza Bursche. Jego patronem został Gustaw Adolf (takie imiona nosił też zmarły syn fundatorów). Po II wojnie światowej, gdy większość tutejszych Niemców opuściła miasto, kościół przekazany został katolikom i stał się filią parafii św. Józefa. W 1946 r. osiadły tu ss. Bernardynki, które w związku z powojennymi zmianami granic musiały opuścić Wilno. Obecnie siostry Bernardynki zajmują się m.in. wypiekiem opłatków i prowadzeniem przedszkola.
W kościele przyklasztornym pw. Najświętszej Maryi Panny Ostrobramskiej – Matki Miłosierdzia znajduje się namalowana przez matkę przełożoną (Franciszkę Wierzbicką) kopia obrazu Matki Boskiej Ostrobramskiej. Stworzona została bezpośrednio z oryginału w 1927, za przyzwoleniem zajmującego się konserwacją obrazu prof. Jana Rutkowskiego i arcybiskupa Romualda Jałbrzykowskiego. Początkowo umieszczona była w wileńskim kościele pw. św. Michała. W postaci zrolowanej matka Franciszka przeniosła swój obraz do swojej siostry do Krakowa, na cały okres wojny. W 1946 r. siostry wileńskie przywiozły go do Rudy. 4 maja 2005 r. dokonano koronacji obrazu.
Tajemnica rudzkich lochów. Legenda miejska
31 maja 1996 r. dziennikarze łódzkiej gazety „Express Ilustrowany” po anonimowym telefonie o zasypywaniu wejść pod ziemię przy nieistniejącej już restauracji „Lotnicza” (ul. Pabianicka 167/169) odkryli wejście do podziemnych pomieszczeń. O rzekomych tunelach mieszkańcy okolicy wiedzieli, ale nie było to rozpowszechnione.
Przy prowadzeniu dalszych badań pomagali świadkowie. Jeden z nich stwierdził, że obok „Lotniczej” podczas niemieckiej okupacji był komisariat schutzpolizei i Gestapo, w którym bito i przetrzymywano mieszkańców Rudy i okolic. Podano również informację, że pod lotniskiem Lublinek znajdowały się betonowe schrony, połączone tunelem z podziemiami przy restauracji. Świadkowie byli zgodni co do tego, że pod placem przy ul. Pabianickiej znajdował się nieznanego przeznaczenia obiekt wojskowy.
Tunele miałyby prowadzić w stronę lotniska Lublinek – ok. 2,5 km i w stronę ul. Joanny, gdzie również odnaleziono wejścia do lochów. Możliwe, że miały związek z istniejącym w Rudzie obozem jenieckim. W labiryncie został odnaleziony m.in. zagadkowy szkic, przedstawiający plan jakiegoś pomieszczenia, który najprawdopodobniej został sporządzony podczas wcześniejszej eksploracji podziemi.
Na terenie zakładów „Alba” znajdował się schron szczelinowy, którego istnienie również było kojarzone z podziemiami przy „Lotniczej”.
„Express Ilustrowany” i Łódzki Klub Odkrywców „Penetrator” przeprowadzili badania. Ustalono, że w podziemiach prawdopodobnie istniał podziemny szpital, który miał być medycznym zapleczem lotniska na Lublinku. Odtworzone zostały rozmiary i funkcjonalny układ szpitala. Wiele innych hipotez – w tym istnienie tunelu na Lublinek – należy odrzucić w świetle stwierdzonych faktów.
W październiku 2012 roku podziemia zostały ponownie „odkryte” podczas budowy parkingu przy znajdującym się tutaj obecnie kościele Najświętszego Imienia Maryi. Po pobieżnych oględzinach zostały one zasypane. Pozostała tylko legenda.

Kompleks szpitalny o powierzchni 525 m² i kubaturze ok. 1600 m³ składał się z trzech sal. Uzupełniały go dwa lub trzy pomieszczenia pomocnicze. Połączenie z powierzchnią zapewniały 3 schodowe wejścia i poruszająca się w szybie winda. Pozostałości wydajnej pompy wodnej, liczne otwory wentylacyjne oraz kantyna z magazynem, mówią o samowystarczalności lochów na wypadek odcięcia od zaopatrzenia na dłuższy czas.

### Okres III RP
W 1992 r. powstała kolejna parafia rzymskokatolicka – pw. Najświętszego Imienia Maryi. Erygowano ją 1 września tegoż roku. Początkowo msze odbywały się w tymczasowo adaptowanym dawnym kinie „Muza” (ul. Pabianicka 173). W lipcu 1996 r. wybudowano nową kaplicę, poświęconą 15 września 1996 przez bp. Władysława Ziółka. Obszar parafii obejmuje część Rudy, leżącą na zachód od ulicy Pabianickiej i na południe od rzeki Olechówki. Obszary Rudy na północ od rzeki Olechówki należą do parafii św. Franciszka z Asyżu z kościołem, wybudowanym w latach 1929–1932 przy ul. Przyszkole 2, wówczas w granicach miasta Łodzi.
Od 1997 r. w Rudzie działa Towarzystwo Przyjaciół Rudy Pabianickiej, jako część Towarzystwa Przyjaciół Łodzi.
W północnej części Rudy wyróżnia się nowe osiedle mieszkaniowe Ruda Beczkowa (od nazwy ul. Beczkowej). Wciąż budowane są tam nowe bloki. W okolicach dawnego miejsca wyścigów konnych powstało rozrastające się osiedle willowe, w którym zamieszkuje m.in. były Prezes Rady Ministrów Marek Belka.
Na terenie dzielnicy prowadzone były badania archeologiczne nad osadnictwem kultury trzcinieckiej i wczesnej fazy kultury łużyckiej w aglomeracji łódzkiej. We wrześniu 2004 r. w ramach „Europejskich Dni Dziedzictwa” odbył się program „Rudzkie Fascynacje – Zabytki architektury drewnianej oraz tradycje wypoczynku Łodzian z początków XX w. zobrazowane historią Rudy Pabianickiej”, gdzie można było m.in. poznać historię Rudy. Organizowane są także wystawy na temat rudzkich zabytków.
Sport i rekreacja rozwija się w innym kierunku niż niegdyś – m.in. uruchomiono 600-metrowy tor saneczkowy na Rudzkiej Górze, przy restauracji „Bacówka u Józka”. W Rudzie cały czas istnieje klub sportowy RKS, z halą i stadionem piłkarsko-lekkoatletycznym.

## Zabytki Rudy

### Zabytkowe wille
- Willa Szyi Światłowskiego, ul. Scaleniowa 18 (została przeniesiona i obecnie znajduje się w skansenie budownictwa drewnianego przy Muzeum Włókiennictwa),
- Willa Artura Meistera, ul. Pabianicka 152/154,
- Willa Juliusza Kindermanna „Klara” (mająca obecnie prywatnego właściciela), ul. Letniskowa 20 w Lesie Popioły,
- Willa Adolfa Horaka, ul. Pabianicka 184,
- Willa Petera Hasenklewera (określana mylnie jako willa Siemensa), ul. Pabianicka 182,
- Willa Paula Habiga, ul. Pabianicka 238,
- Willa Teodora Steigerta, ul. Popioły 49/51.

## Ulice Rudy

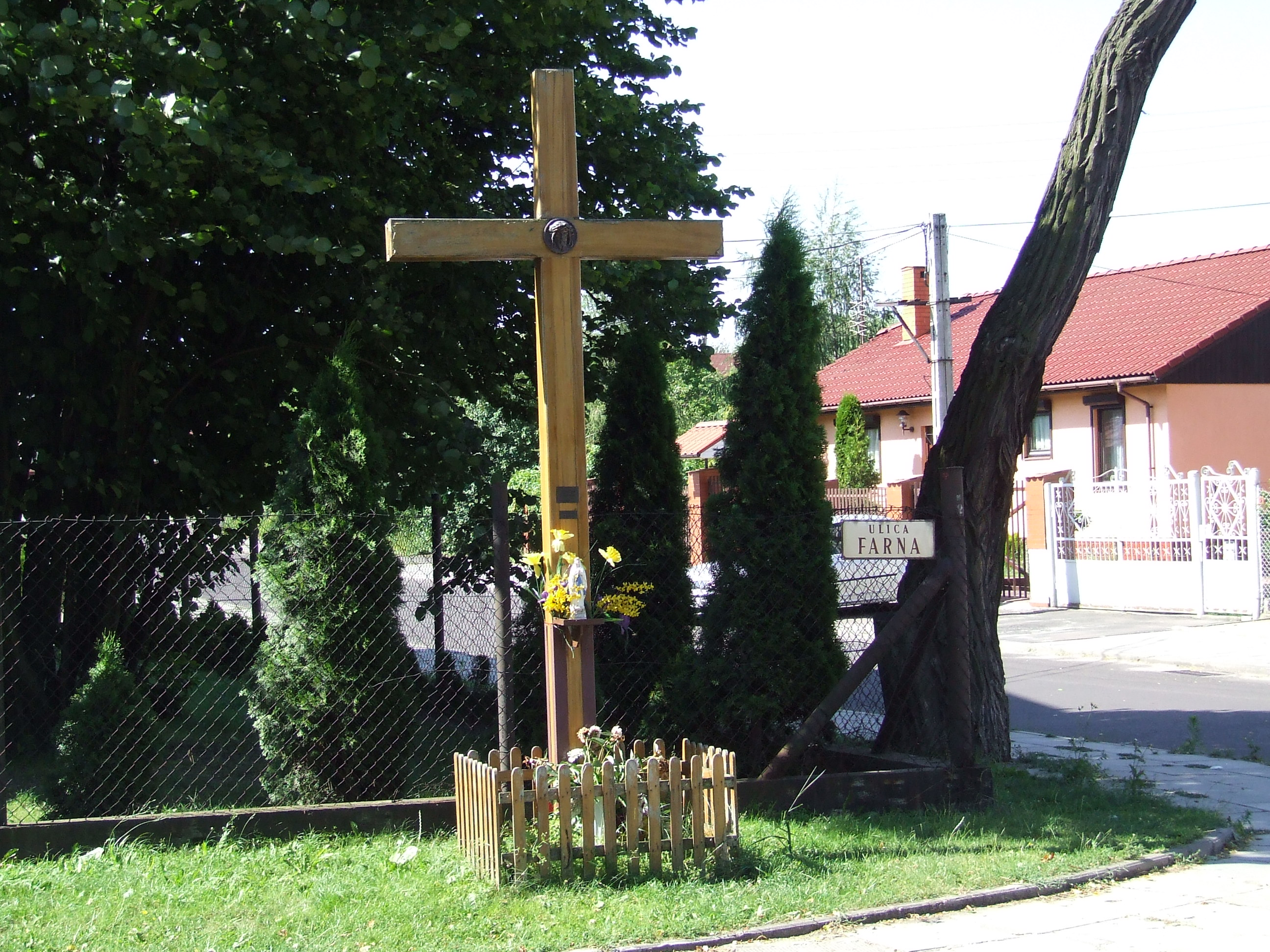
Ulica Farna – krzyż przydrożny (lipiec 2006)

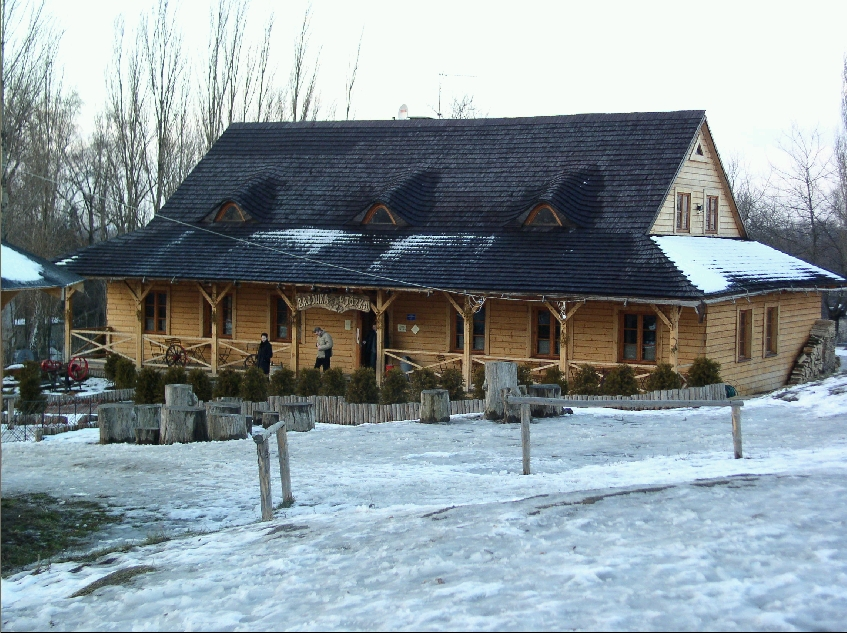
Restauracja na Rudzkiej Górze – przy ul. Starorudzkiej
(fot. Marek Szuszkiewicz, 2003)

W Rudzie Pabianickiej największe znaczenie ma kilka ulic, m.in.:
- Rudzka – główna ulica Rudy. Przy ul. Rudzkiej 7 mieściła się siedziba magistratu. Na budynku tym widnieje tablica upamiętniająca bitwę pod Grunwaldem. Przy Rudzkiej znajduje się też kościół i klasztor ss. Bernardynek. W części południowej droga przebiega wzdłuż lasu Ruda-Popioły.
- Pabianicka – ulica, przy której znajdowały się rudzkie fabryki, a także wille fabrykanckie. Obecnie ważna ulica Łodzi, część drogi krajowej nr 14.
- Starorudzka – ulica łącząca ul. Pabianicką z ul. Przestrzenną. Przy Starorudzkiej mieszczą się m.in.: łódzka firma odzieżowa „Pawis”, oddział „Nestlé”, restauracja „Bacówka u Józka”, wejście na tor saneczkowy na Rudzkiej Górze.
- Farna – mała ulica, ale znacząca z powodu mieszczącego się przy niej kościoła pw. św. Józefa, a także stawów Stefańskiego.
- Stanisława Dubois – ulica odchodząca od Pabianickiej. Prowadzi w kierunku Lotniska Lublinek. Najważniejsza ulica Chachuł, przy niej znajdował się Młyn Chachuła, a w jej pobliżu Chachulska Górka.
- Graniczna – ulica wyznaczająca część wschodniej granicy między dawną Rudą a dawnymi Chojnami.
- Demokratyczna – inna ważna ulica, umożliwiająca wyjazd z Rudy w kierunku osiedla Chojny.

Nazwy ulic w Rudzie zmieniały się parokrotnie. W okresie międzywojennym nadawano m.in. nazwy ulic pochodzące od imion świętych lub ówczesnych polityków. Często sami mieszkańcy występowali z inicjatywami zmian nazw ulic. Podczas okupacji niemieckiej były one niemieckojęzyczne. Po wojnie, zanim Rudę włączono do Łodzi, powrócono do nazw bezpośrednio sprzed II wojny światowej. Po wchłonięciu Rudy przez Łódź, zmieniono wiele nazw, dlatego że na terenie Łodzi istniały już tak samo nazwane ulice. W kilku przypadkach nowe nazwy były pokrewne do starych, np.: Kościelna → Farna, czy Żeromskiego → Popioły (tytuł powieści Stefana Żeromskiego). Poniższa tabela przedstawia historię nazw kilku wybranych ulic:
| Ruda Pabianicka (bezpośrednio przed II wojną światową) | Erzhausen (podczas II wojny światowej) | Ruda Pabianicka (1945–46) | Osiedle Ruda (PRL) | Osiedle Ruda (III RP) – nazwa obecna |
| ------------------------------------------------------ | -------------------------------------- | ------------------------- | ------------------ | ------------------------------------ |
| Józefa Piłsudskiego                                    | Gräberbergstraße                       | Jozefa Piłsudskiego       | Rudzka             | Rudzka                               |
| Stanisława Staszica                                    | Breslauerstraße                        | Stanisława Staszica       | Pabianicka         | Pabianicka                           |
| Starorudzka                                            | Straße Josefs des Deutschen            | Starorudzka               | Starorudzka        | Starorudzka                          |
| Kościelna                                              | Sterntalerstraße + Nymphenwegstraße    | Kościelna                 | Farna              | Farna                                |
| Pawła Garapicha                                        | Prinz-Eugen-Straße                     | Pawła Garapicha           | Stanisława Dubois  | Stanisława Dubois                    |
| Górna                                                  | Stauferstraße                          | Górna                     | Demokratyczna      | Demokratyczna                        |

## Komunikacja miejska

### Autobusy i tramwaje kursujące na terenie Rudy

#### Tramwaje

##### Historia rudzkiej linii tramwajowej
Tramwaje z Łodzi do Pabianic, szosą pabianicką przez Rudę, rozpoczęły kursowanie 17 stycznia 1901 roku. Była to pierwsza linia tramwajów podmiejskich. Od tej linii powstała odnoga do centrum osady Ruda Pabianicka, uruchomiona 20 lutego 1910 r., o długości 1,8 km. Podczas I wojny światowej na polecenie okupanta niemieckiego wybudowano i w dniu 18 kwietnia 1916 r. uruchomiono odcinek Ruda – Tuszyn, przez Rzgów, a wkrótce nawet dalej, do cegielni w Kruszowie. Początkowo linia nie była na tym odcinku zelektryfikowana z powodu trwającej wojny, stąd wykorzystywano trakcję parową. W 1917 r. iskra z parowozu spowodowała pożar Rzgowa. Linia przebiegająca przez Rudę Pabianicką była własnością spółki pn. Łódzkie Wąskotorowe Elektryczne Koleje Dojazdowe.
1 czerwca 1927 linia tramwajowa z Łodzi przez Rudę do Tuszyna została zelektryfikowana. Około 1930 r. wybudowano bocznicę tramwajową w ulicy Długiej do toru wyścigów konnych. Była ona zakończona pierwszą na terenie łódzkiego systemu komunikacji tramwajowej krańcówką w formie pętli.
19 stycznia 1945, po okresie okupacji hitlerowskiej, kiedy tramwaje były zarządzane przez okupanta, nastąpił powrót do sytuacji przedwojennej. W 1948 dwa przedsiębiorstwa tramwajowe: Koleje Elektryczne Łódzkie i Łódzkie Wąskotorowe Elektryczne Koleje Dojazdowe zostały upaństwowione i stworzono z nich Miejski Zakład Komunikacyjny w Łodzi (od 1951 r., Miejskie Przedsiębiorstwo Komunikacyjne). Do 1956 r. tramwaje do Tuszyna i Pabianic były oznaczone, tak jak przed wojną, tablicą z nazwą miejscowości docelowej. W tym też roku wprowadzono oznakowanie numerowe obu linii. Tramwaj do Pabianic jeździł odtąd pod numerem 41, zaś tramwaj tuszyński otrzymał numer 42. W latach 1960–1978 kursowała dodatkowa linia, na krótszej trasie do Rzgowa, której nadano numer 42 bis. W latach 50. zlikwidowano bocznicę do nieczynnego już toru wyścigów konnych.
Pierwszą miejską linią tramwajową skierowaną do Rudy Pabianickiej była, uruchomiona w lipcu 1961 linia 26, kursująca wówczas z krańcówki tramwajów zgierskich i ozorkowskich przy ul. Północnej w Łodzi, przez centrum Łodzi i ul. Pabianicką do zajezdni w Chocianowicach. Latem roku 1964 skierowano tę linię ulicą Rudzką do ul. Popioły (wówczas był tu przystanek tramwajów podmiejskich „Ruda-Zegar”), gdzie wybudowano tory pętli, biegnące krótkimi odcinkami ulic Rodzinnej i Popioły. W roku 1976 linię 26 przedłużono do nowo wybudowanej pętli przy ul. Skrajnej, gdzie linia ta kończyła bieg aż do likwidacji linii w maju 1995 roku.
Ponadto do pętli przy ul. Popioły kursowały linie:
- 1 – w latach 1975–1980 w niedziele i święta w okresie letnim, w latach 1981–1992 codziennie
- 18 – w latach 1992–1996
- 27 – w latach 1992–1996

W czerwcu 1978 zlikwidowano odcinek linii podmiejskiej 42 Rzgów – Tuszyn i równocześnie zaprzestał kursować tramwaj 42 bis. Odtąd, aż do 1 czerwca 1993, czyli do całkowitej likwidacji linii, tramwaj 42 obsługiwał tylko odcinek do Rzgowa. Tramwaje miejskie kursowały jeszcze ulicą Rudzką do pętli przy ul. Popioły do 25 lipca 1996, kiedy to całkowicie zlikwidowano komunikację tramwajową na ul. Rudzkiej, a ok. 2003 r. zlikwidowano pozostałości torowiska oraz słupy trakcyjne.
W kolejnych latach na terenie Rudy kursowały linie takie jak 11B (Helenówek – Chocianowice IKEA), 17 (Telefoniczna Zajezdnia – Chocianowice IKEA), 41 (Plac Niepodległości – Pabianice Wiejska) czy czasowo 3B (rondo Powstańców 1863 r. – Pabianicka/Rudzka).

##### TramwajeMPK–Łódź– obecnie
Aktualnie przez Rudę przebiegają trzy linie tramwajowe (pogrubioną czcionką zaznaczono fragmenty przechodzące przez teren Rudy):
- 11: Helenówek – Zgierska – Zachodnia – al. Kościuszki – Piotrkowska Centrum – Piotrkowska – Pabianicka – rondo Lotników Lwowskich – Pabianicka – Chocianowice IKEA
- 17: Telefoniczna Zajezdnia – Pomorska – plac Wolności – Legionów – Gdańska – Kopernika – Żeromskiego – al. Politechniki – rondo Lotników Lwowskich – Pabianicka – Chocianowice IKEA
- 41: plac Niepodległości – Pabianicka – rondo Lotników Lwowskich – Pabianicka – Łódzka – Warszawska – Zamkowa – Łaska – Pabianice Wiejska[21]

##### Dojazdy do zabytków – przystanki najbliżej pałaców
- Pabianicka/Dubois – wille Horaka i Hasenklewera – 11, 17, 41
- Pabianicka/3 Maja – willa Meistera – 11, 17, 41
- Pabianicka/Rudzka – willa Habiga – 11, 17, 41

#### Autobusy

##### Autobusy MPK–Łódź

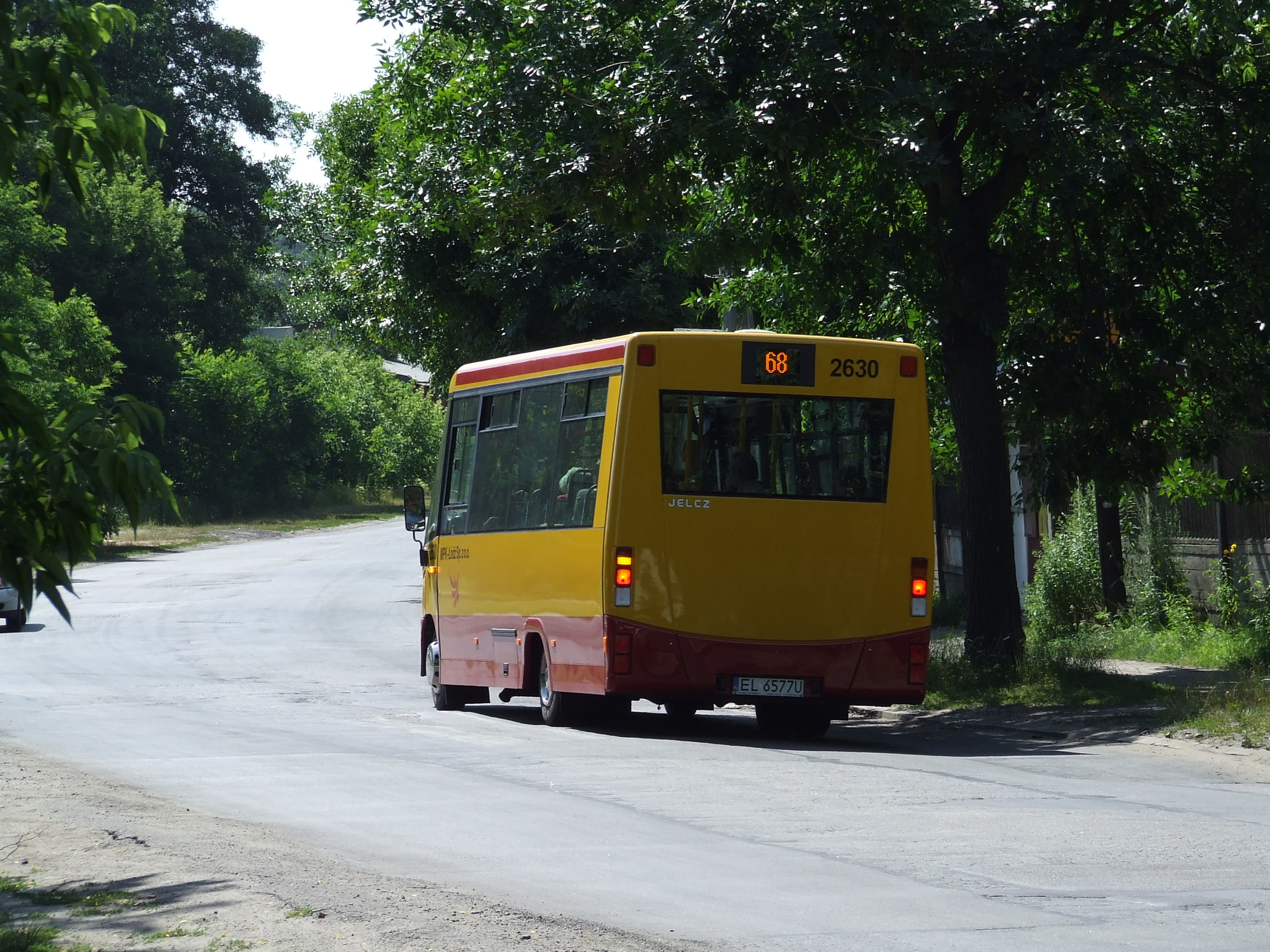
Autobus linii 68 jadący ul. Rudzką (lipiec 2006)

Pierwsza miejska linia autobusowa w Rudzie została uruchomiona ok. 30 czerwca 1959 r. Otrzymała ona numer 62 i kursowała od krańcówki przy ul. S. Dubois (przy Wojskowych Zakładach Lotniczych) ulicami: S. Dubois – Pabianicką – J. Fučika (ob. W. Gombrowicza) – Z. Mierzyńskiego – Demokratyczną – Krętą, do pętli przy ul. Paradnej na Chojnach. Stąd, po przesiadce na linię 55 można było dojechać do stacji kolejowej Łódź Chojny.
W roku 1968 linię 62 przedłużono do stacji na Chojnach, zaś linię 55 przez Rudę do Chocianowic.
Aktualny przebieg linii autobusowych (pogrubioną czcionką zaznaczono fragmenty trasy przechodzące przez tereny Rudy):
- 50A: plac Niepodległości – Pabianicka – rondo Lotników Lwowskich – Pabianicka – Rudzka – Stara Gadka – Rzgów (Tuszyńska)
- 50B: plac Niepodległości – Pabianicka – rondo Lotników Lwowskich – Pabianicka – Rudzka – Stara Gadka – Rzgów (Centrum Targowe Ptak Mandoria)
- 62: Dworzec Łódź Chojny – Rzgowska – Paradna – al. Matek Polskich – Paradna – Demokratyczna – Mierzyńskiego – Gombrowicza – Pabianicka – Dubois – Bionanopark
- 63: Dworzec Łódź Chojny – Rzgowska – Strażacka – Kongresowa – Pryncypalna – 3 Maja – Pabianicka – Dubois – Pokładowa – Prądzyńskiego – Czahary – św. Franciszka – Leszczowa – Pabianicka – rondo Lotników Lwowskich – Paderewskiego – Piastów Kurak
- 68: plac Niepodległości – Pabianicka – Rudzka – Farna – Konna – Mierzejowa – Pabianicka – Chocianowicka – Łaskowice – Sanitariuszek – Maratońska – Popiełuszki – Retkinia (Wyszyńskiego)
- 75A: Dworzec Łódź Widzew – Służbowa – Augustów – Rokicińska –al. Piłsudskiego – Niciarniana – Przybyszewskiego – Tatrzańska – Broniewskiego – Kilińskiego – Śląska – Rzgowska – Kurczaki – Sternfelda – św. Wojciecha – Kosynierów Gdyńskich – Trybunalska – Demokratyczna – Bartoszewskiego – Siostrzana – Graniczna – Ekonomiczna – Starorudzka – Demokratyczna – Mierzyńskiego – Gombrowicza – Pabianicka – Chocianowice IKEA
- 75B: Dworzec Łódź Widzew – Służbowa – Augustów – Rokicińska –al. Piłsudskiego – Niciarniana – Przybyszewskiego – Tatrzańska – Broniewskiego – Kilińskiego – Śląska – Rzgowska – Kurczaki – Sternfelda – św. Wojciecha – Kosynierów Gdyńskich – Trybunalska – Demokratyczna – Bartoszewskiego – Siostrzana – Graniczna – Przestrzenna – Rudzka – Pabianicka – Chocianowice IKEA

Na terenie Rudy Pabianickiej kursują także autobusy nocne N4A i N4B.

##### Dojazdy do zabytków – przystanki najbliżej pałaców
- Stanisława Dubois/Pabianicka – wille Horaka i Hasenklewera – 62 (kierunek Bionanopark), 63 (kierunek Piastów Kurak)
- Pabianicka/Stanisława Dubois – wille Horaka i Hasenklewera – 50A, 50B, 62 (kierunek dworzec Łódź Chojny), 63 (kierunek dworzec Łódź Chojny), 68, 75A
- Pabianicka/3 Maja – willa Meistera – 50A, 50B, 63, 68
- Rudzka/Skrajna – willa Kindermanna – 50A, 50B

## Ochrona przyrody w Rudzie
- Zespół przyrodniczo-krajobrazowy „Ruda Willowa” – utworzony w 2009 roku na powierzchni 225,23 ha obejmuje swoim zasięgiem las Ruda-Popioły oraz stawy Stefańskiego[24].
- Obszar Chronionego Krajobrazu Dolina Górnego Neru – planowany[24].

## Obiekty w Rudzie i na Chachułach

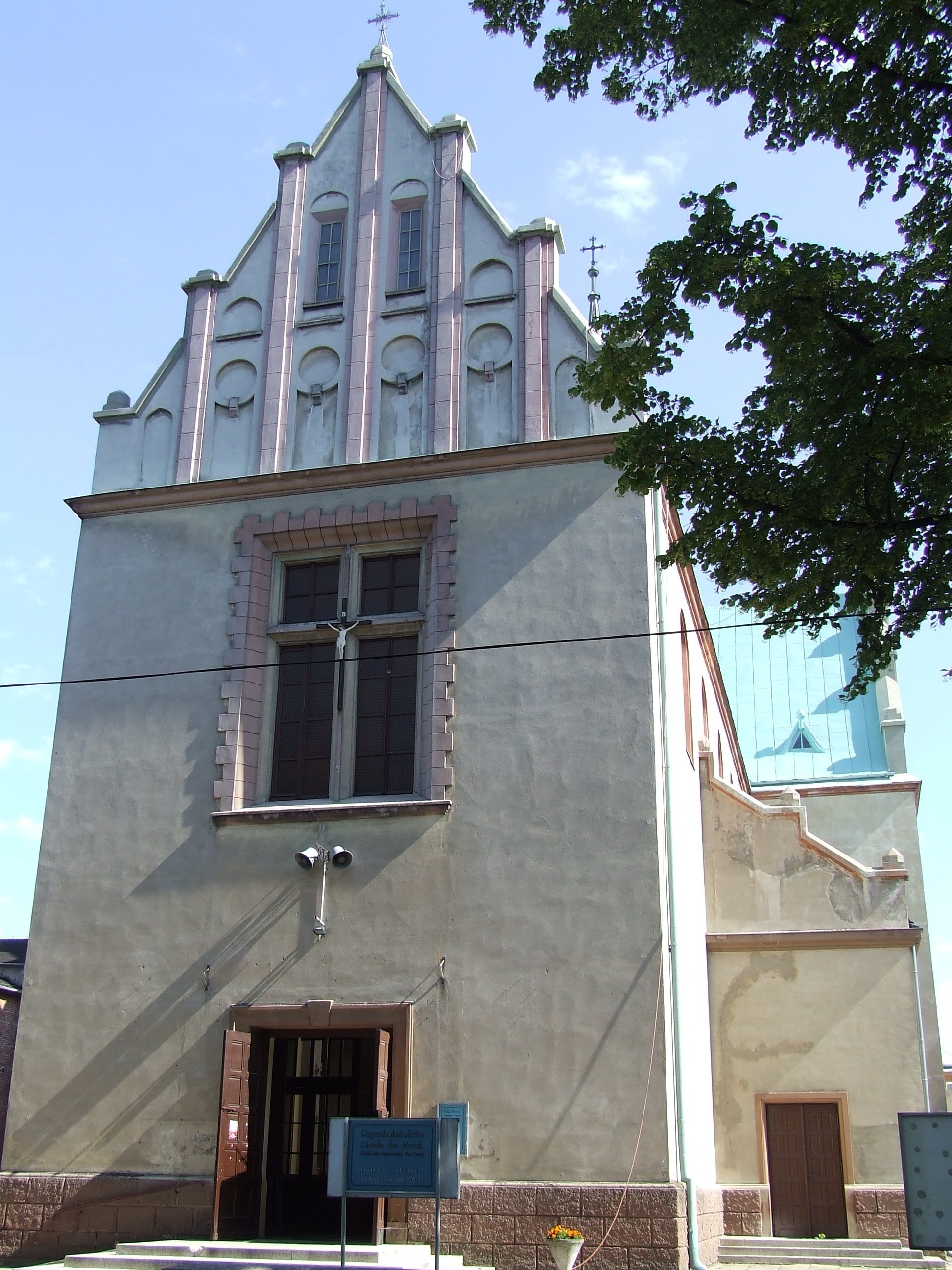
Kościół pw. św. Józefa (lipiec 2006)

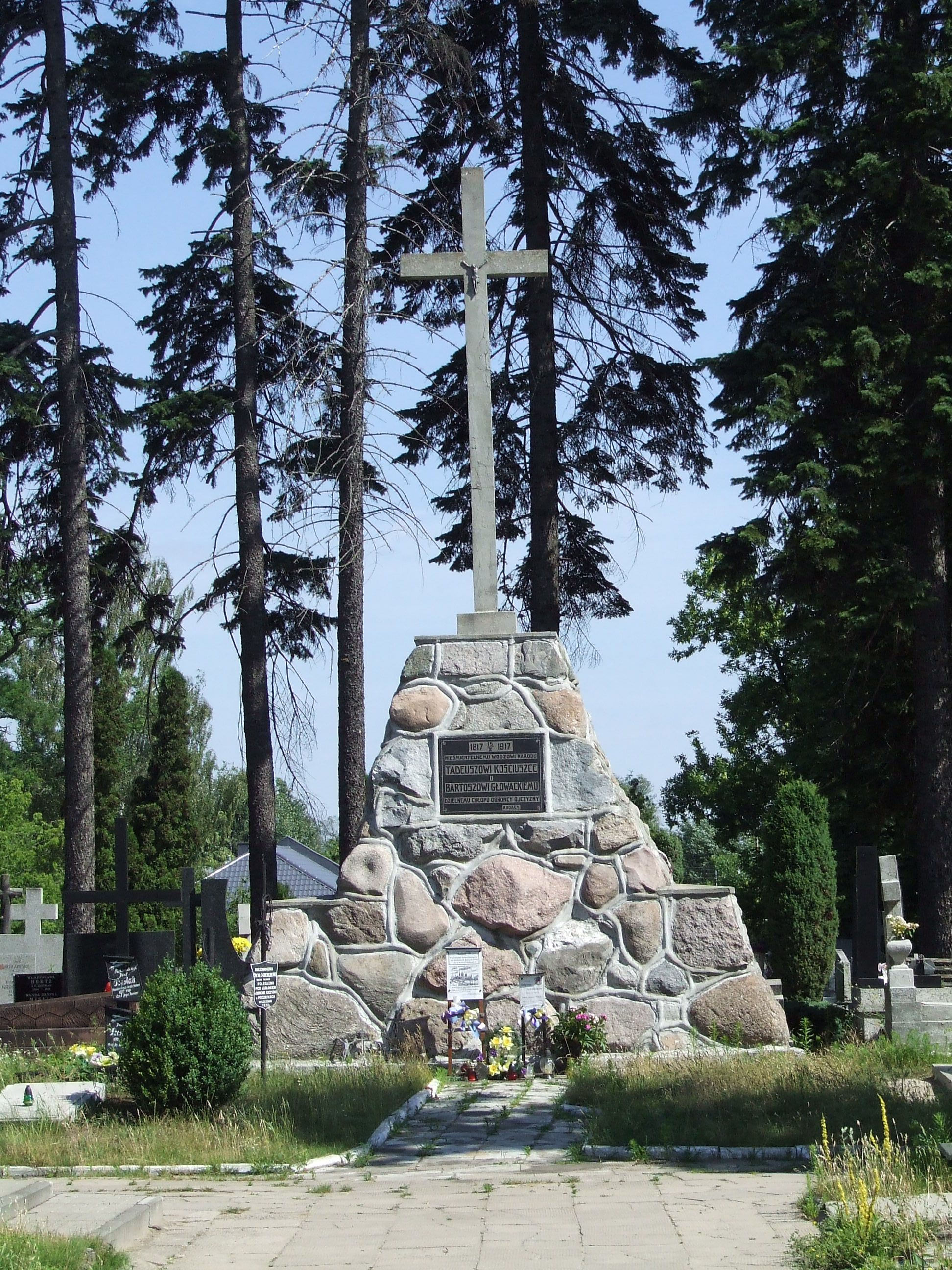
Krzyż pamięci Tadeusza Kościuszki i Bartosza Głowackiego na cmentarzu przy ul. Mierzejowej (lipiec 2006)

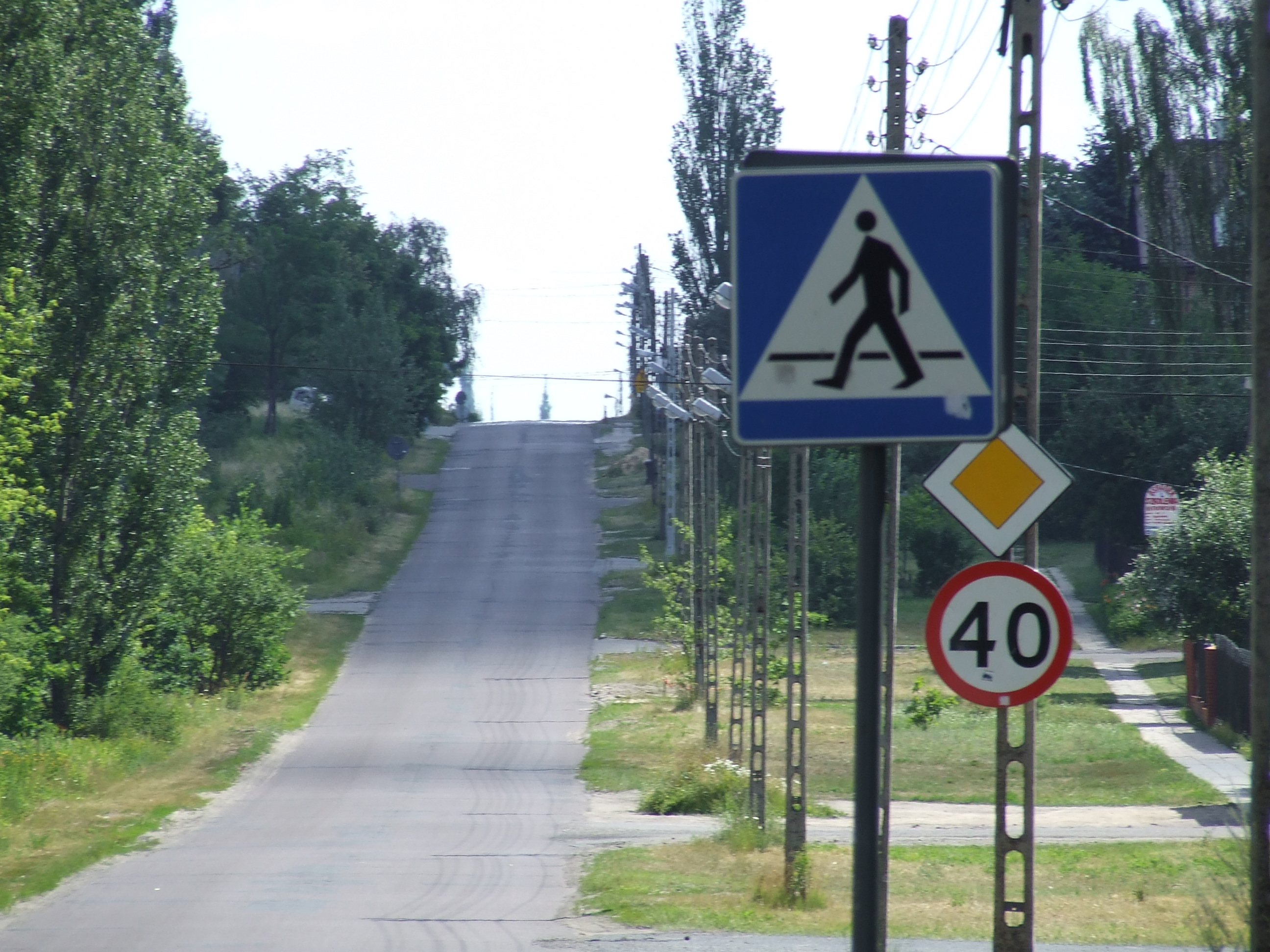
Góra Messa – ul. Ekonomiczna (lipiec 2006)

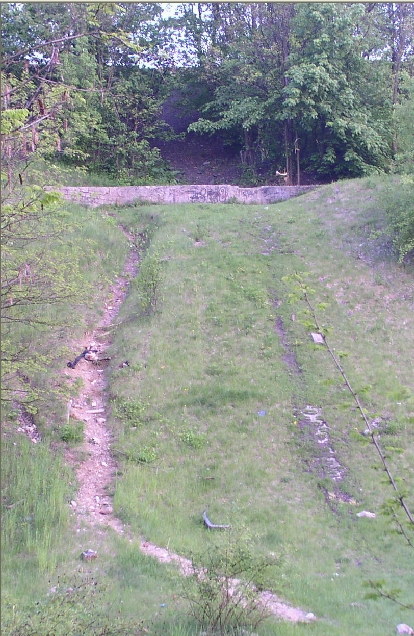
Pozostałość skoczni narciarskiej (fot. Marek Szuszkiewicz, 2004)

### Szpitale
- oddział Wojewódzkiego Szpitala Specjalistycznego im. M. Kopernika (ośrodek rehabilitacji kardiologicznej), ul. Popioły 40

### Obiekty religijne
- kościół parafialny pw. św. Józefa Oblubieńca NMP w Łodzi-Rudzie, ul. Farna
- kościół-filia parafii św. Józefa – pw. Matki Bożej Miłosierdzia (klasztor), ul. Rudzka
- kościół parafialny pw. Najświętszego Imienia Maryi, ul. Sopocka
- cmentarz katolicki, ul. Mierzejowa
- cmentarz katolicko-ewangelicki, ul. Sopocka
- zbór Zrzeszenia Wolnych Badaczy Pisma Świętego, ul. Rodzinna
- Sala Królestwa Świadków Jehowy, ul. Solankowa 19[25]

### Parki i lasy
- park im. 1 Maja, przy stawach Stefańskiego
- las Ruda-Popioły
- park przy ul. Konnej

### Wzniesienia
- Rudzka Góra, wejścia od ulic: Demokratyczna (Piwniczna), Starorudzka (tor saneczkowy), Ekonomiczna
- góra Messa, ul. Ekonomiczna
- Chachulska Górka (na Chachułach, obok miejsca, gdzie Olechówka wpada do Jasienia, przy ul. Władysława Reymonta)

### Rzeki
- Ner
- Jasień
- Olechówka
- Gadka

i inne nie nazwane cieki.

### Sport i rekreacja
- Rudzki Klub Sportowy – stadion, hala sportowa, ul. Rudzka 37
- Klub Aktywnego Wypoczynku „Verte”, ul. Municypalna 12/18
- stawy Stefańskiego, ul. Patriotyczna
- ośrodek hippiczny „Champion” przy ul. Patriotycznej
- Ośrodek Sportu i Rekreacji Rudzka Góra (z torem saneczkowym i trasami dla rowerów górskich), ul. Starorudzka (oraz pozostałość po skoczni narciarskiej K-15, Rudzka Góra)
- Aeroklub Łódzki – Lublinek

### Inne
- Dom Pomocy Społecznej, Rudzka 56

## Ludzie związani z Rudą Pabianicką

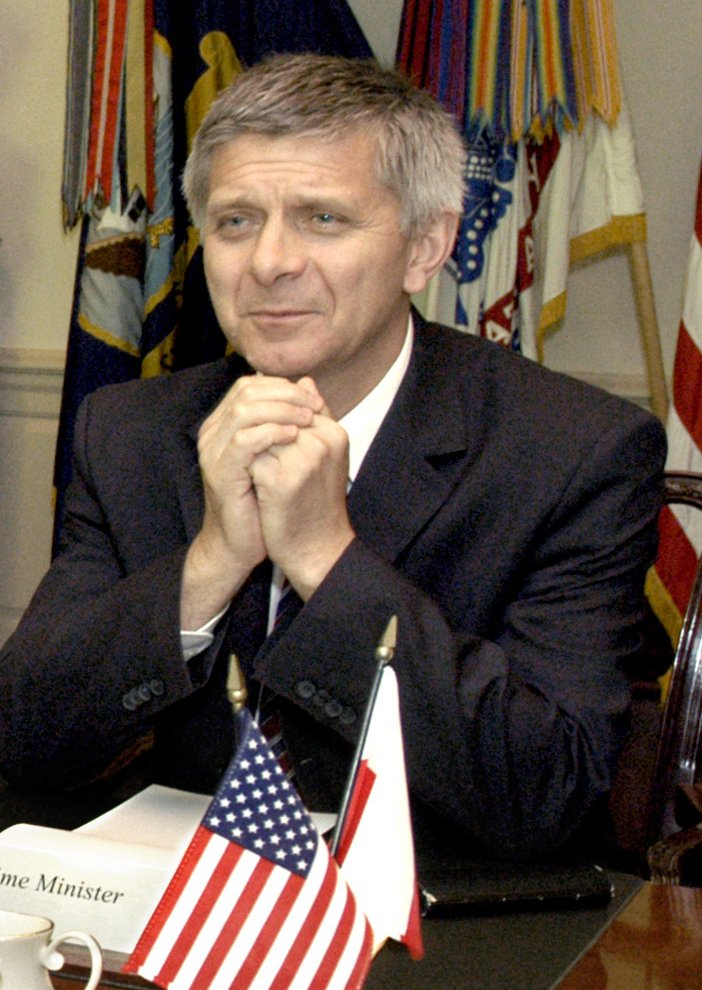
Marek Belka (9 sierpnia 2004)

- Sylwester Bednarek (lekkoatleta – skoczek wzwyż, zawodnik Rudzkiego Klubu Sportowego, olimpijczyk, medalista Mistrzostw Europy i Świata)
- Marek Belka (Premier Polski, ekonomista, profesor UŁ, rudzianin)
- Krzysztof Birula-Białynicki (hokeista, wielokrotny reprezentant Polski)
- Władysław Bocheński (wolnomularz, teozof, współpracownik gen. Michała Tokarzewskiego-Karaszewicza)
- Jan Gerbich (bokser, olimpijczyk)
- Ludwik Geyer (fabrykant, właściciel różnych dóbr w Rudzie)
- Stanisław Górniak (działacz robotniczy, burmistrz Rudy Pabianickiej)
- Adolf Horak (fabrykant, właściciel fabryki w Rudzie)
- Zdzisława Janowska (ekonomistka, profesor UŁ, parlamentarzystka, rudzianka)
- Adam Kszczot (lekkoatleta – średniodystansowiec, zawodnik Rudzkiego Klubu Sportowego, olimpijczyk, medalista Mistrzostw Europy i Świata)
- Marcin Krzywański (lekkoatleta, wychowanek RKS)
- Hieronim Kubiak (socjolog, profesor UJ, rudzianin)
- Antoni Lindner (wybitny działacz Towarzystwa Gimnastycznego „Sokół”, hodowca dalii, rudzianin)
- Stanisław Liszewski (geograf, profesor UŁ, rudzianin)
- Artur Meister (fabrykant, założyciel farbiarni jedwabi w Rudzie)
- Andrzej Okruszek (chemik, profesor PAN i PŁ, rudzianin)
- Artur Partyka (lekkoatleta, rudzianin)
- Longin Pastusiak (politolog, były Marszałek Senatu, rudzianin)
- Lucjan Pietraszewski (kolarz, mistrz i reprezentant Polski, rudzianin)
- Henryk Pietrzak (lotnik w „Bitwie o Anglię”, rudzianin)
- Józef Reszpondek (bokser, wychowanek RKS)
- Wiesław Rudkowski (bokser, wychowanek RKS, srebrny medalista olimpijski)
- Elżbieta Stachurska (lekkoatletka, wychowanica RKS)
- Aleksander Stefański (przedsiębiorca, właściciel Stawów Stefańskiego)
- Józef Szostak (pułkownik WP, kawalerzysta, legionista, uczestnik kampanii wrześniowej, członek Sztabu KG AK, więzień czasów stalinowskich; mieszkał i zmarł w Rudzie w 1984 r.; pochowany na rudzkim cmentarzu)
- Grzegorz Timofiejew (literat, mieszkał w Rudzie)
- Maria Wocalewska (harcmistrz Rzeczypospolitej, w 1915 r. prowadziła pierwszą kolonię w Rudzie Pabianickiej)
- Władysław Ziółek (były Metropolita Łódzki, arcybiskup, były rektor kościoła pw. Matki Bożej Miłosierdzia)